# 도로정
도로정(일본어: 塔路町)은 일본이 지배하던 시기의 사할린에 있던 마을이다. 법적으로는 1949년 6월 1일 국가 행정 조직법 시행에 따라 폐지되었으며 인구는 1941년 12월 1일 기준으로 30,270명이였다. 현재의 러시아 사할린주 샤흐토르스크에 해당한다.